# Sulpicja Driantilla

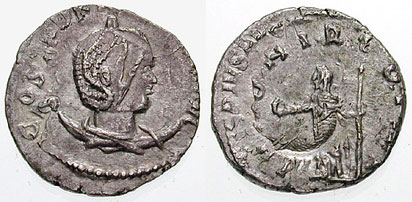
Antoninian Driantilli z wyobrażeniem Junony i legendą IVNONI REDINE na rewersie

Sulpicja Driantilla (Sulpicia Dryantilla) – małżonka panońskiego uzurpatora Regaliana.
Nie wspomniana w źródłach historycznych, znana jedynie z rzadkich zachowanych monet – bilonowych antoninianów bitych w jej imieniu przez Regaliana (najpewniej w Carnuntum), opatrzonych inskrypcją SVLP DRYANTILLA AVG z symbolicznym wyobrażeniem Junony. 
Według nowszych genealogicznych ustaleń jej rodzicami mieli być Claudia Ammiana Dryantilla i Sulpicius Pollio, senator i wyższy urzędnik cesarstwa za panowania Karakalli. Najprawdopodobniej zginęła wraz z zamordowanym mężem w 260/261 roku.

## Literatura
- Robert Göbl: Regalianus und Dryantilla. Dokumentation. Münzen, Texte, Epigraphisches. Graz-Wien-Köln: Böhlau, 1970, ISBN 3-205-04280-8
- Günther Dembski, Heinz Winter, Bernhard Woytek: Regalianus und Dryantilla. Historischer Hintergrund, numismatische Evidenz, Forschungsgeschichte (Moneta Imperii Romani 43 – Neubearbeitung). W Numismata Carnuntina. Forschungen und Material. Wien: Österreichische Akademie der Wissenschaften, 2007, s. 523-596, ISBN 978-3-7001-3821-1
- Hermann Dessau: Die Familie der Kaiserin Sulpicia Dryantilla. „Zeitschrift für Numismatik”, 1900, nr 22, s. 199-205